# Listă de activiști și educatori atei

## Atei activiști și educatori

### Activiști și educatori
- Clark Adams (1969–2007)[1]
- Ayaan Hirsi Ali (1969–)[2][3]
- Natalie Angier (1958–)[4]
- Dan Barker (1949–)[5]
- Walter Block (1941–)[6]
- Peter Brearey (1939–1998)[7]

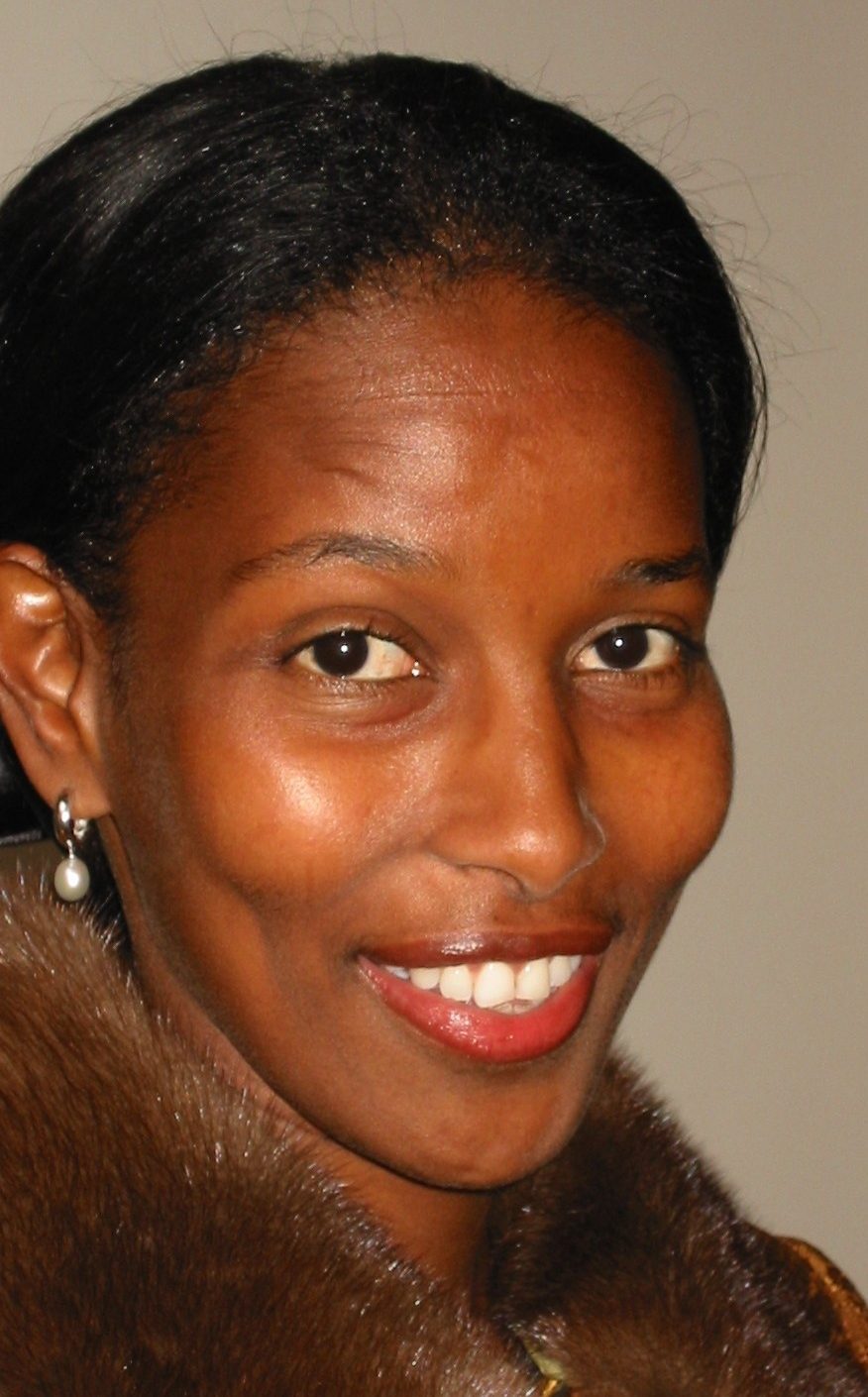
Ali

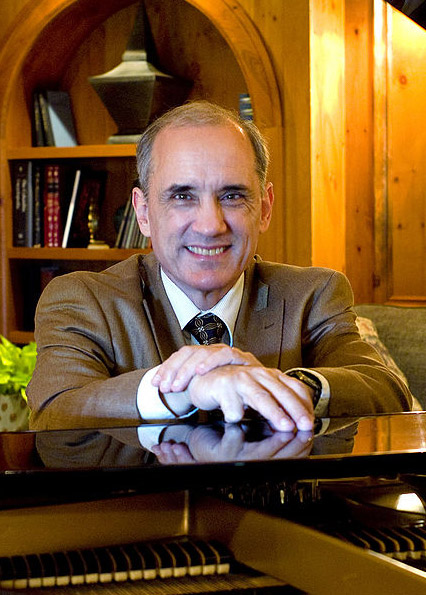
Barker

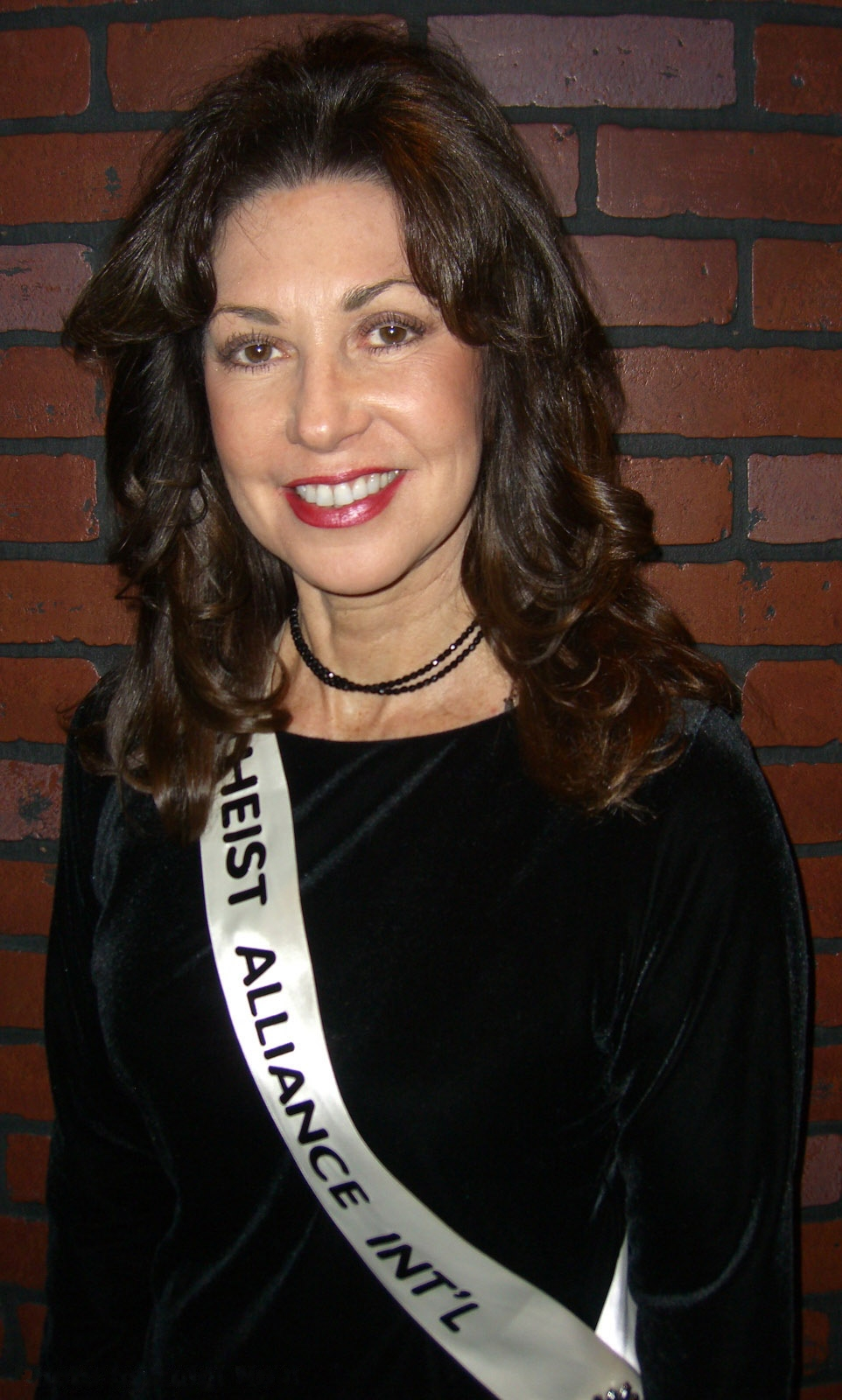
Downey

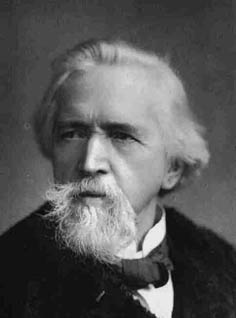
Holyoake

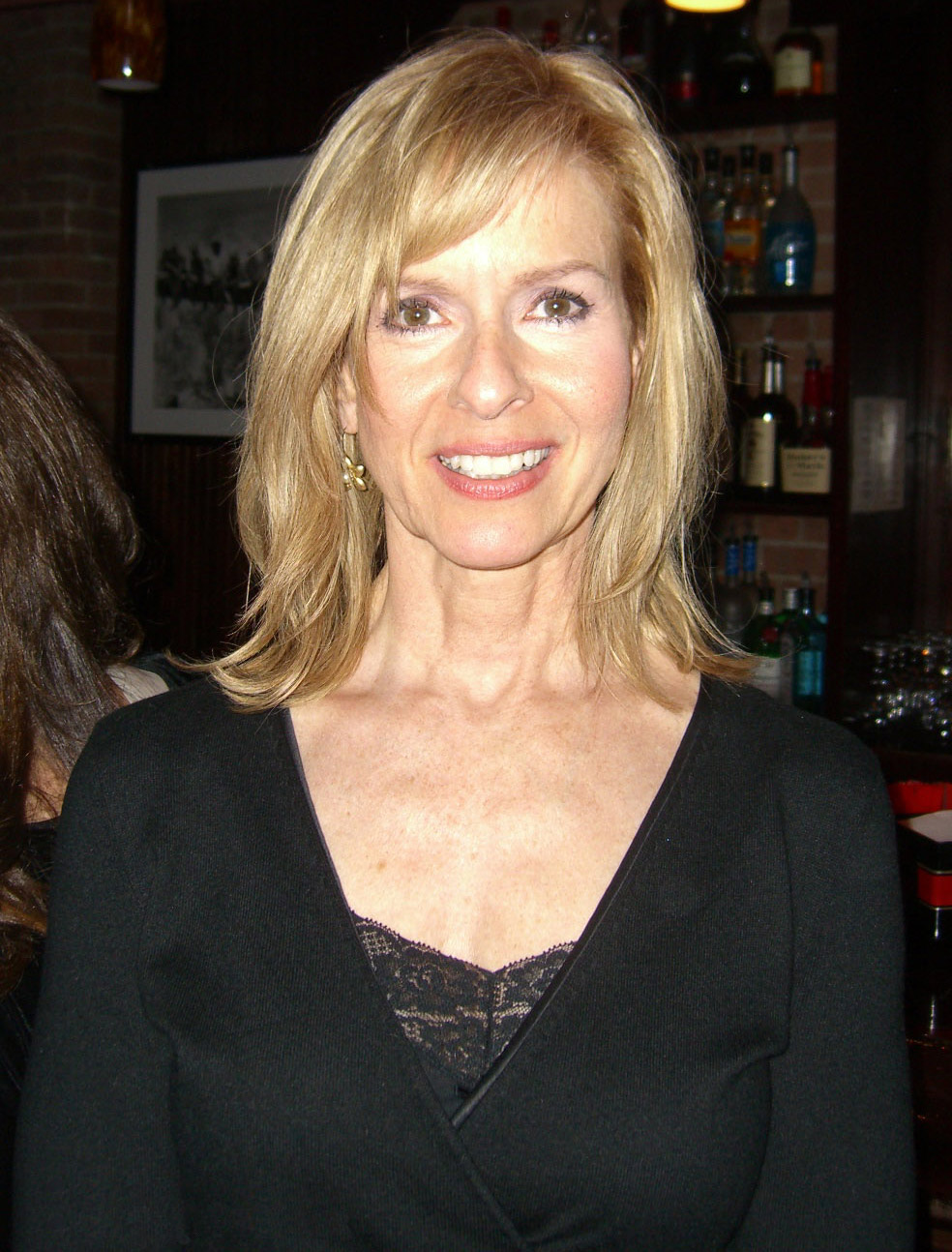
Johnson

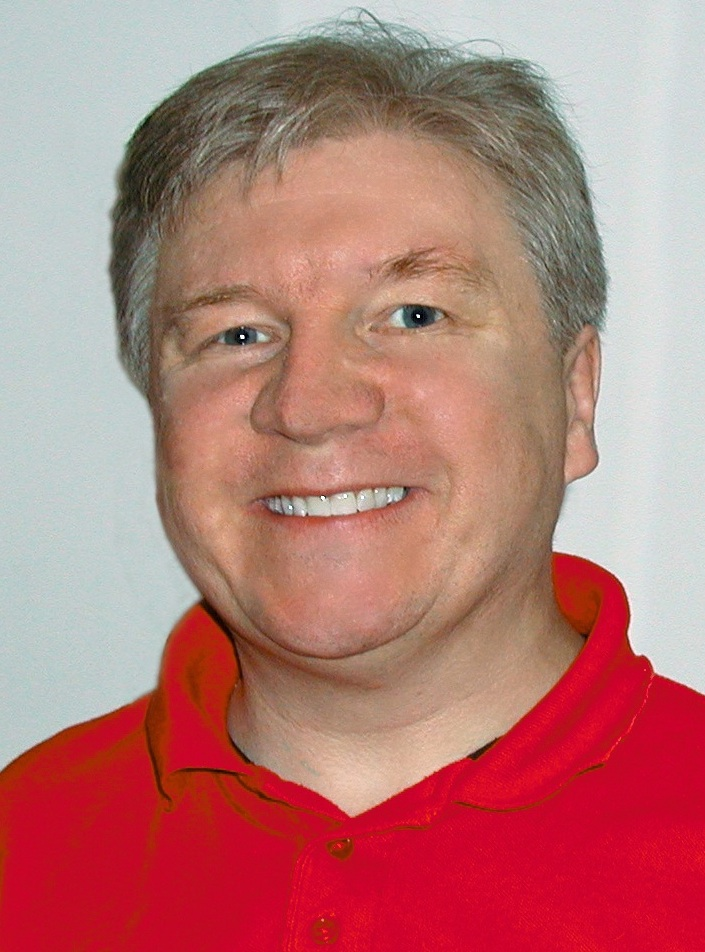
Nugent

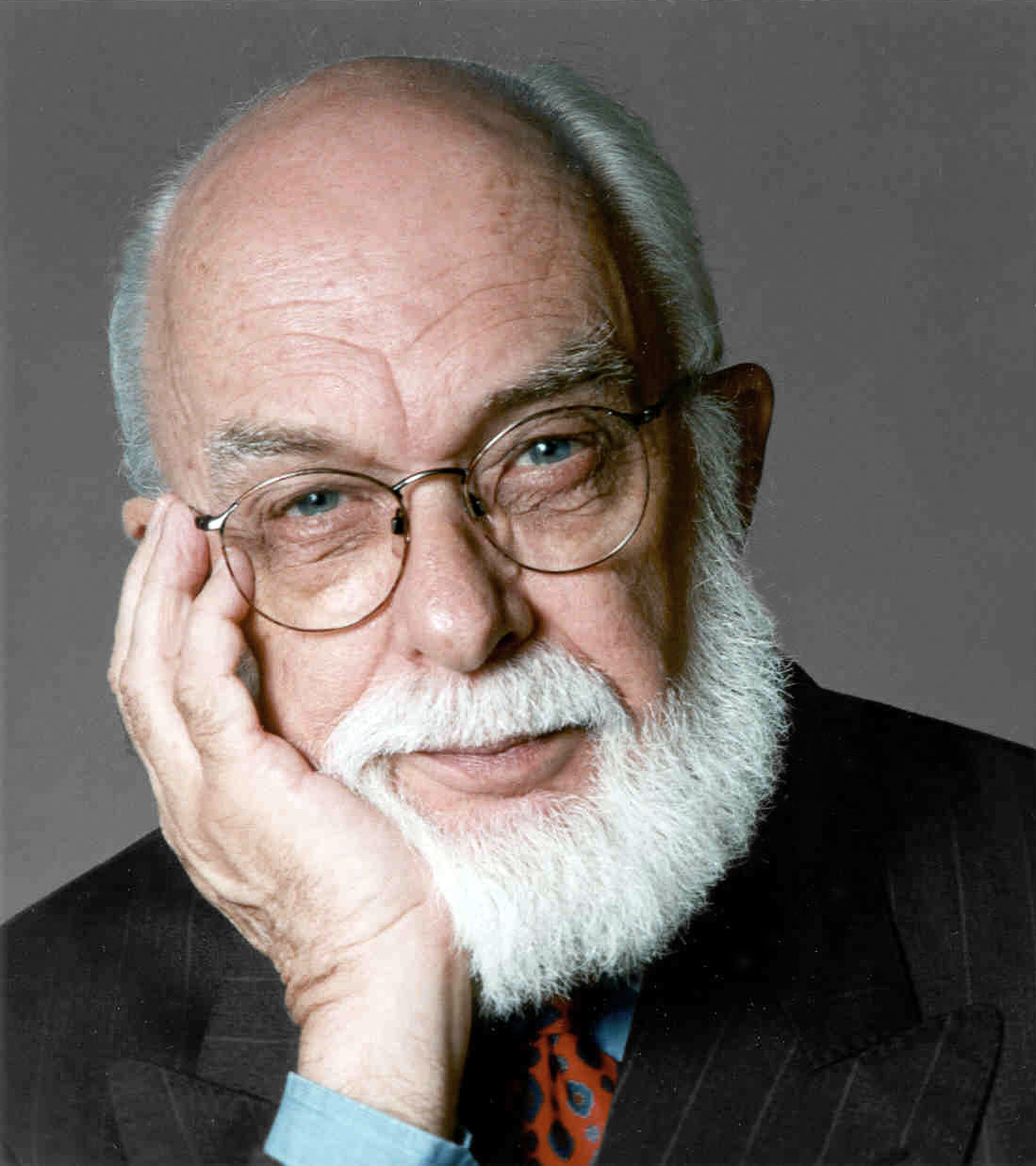
Randi

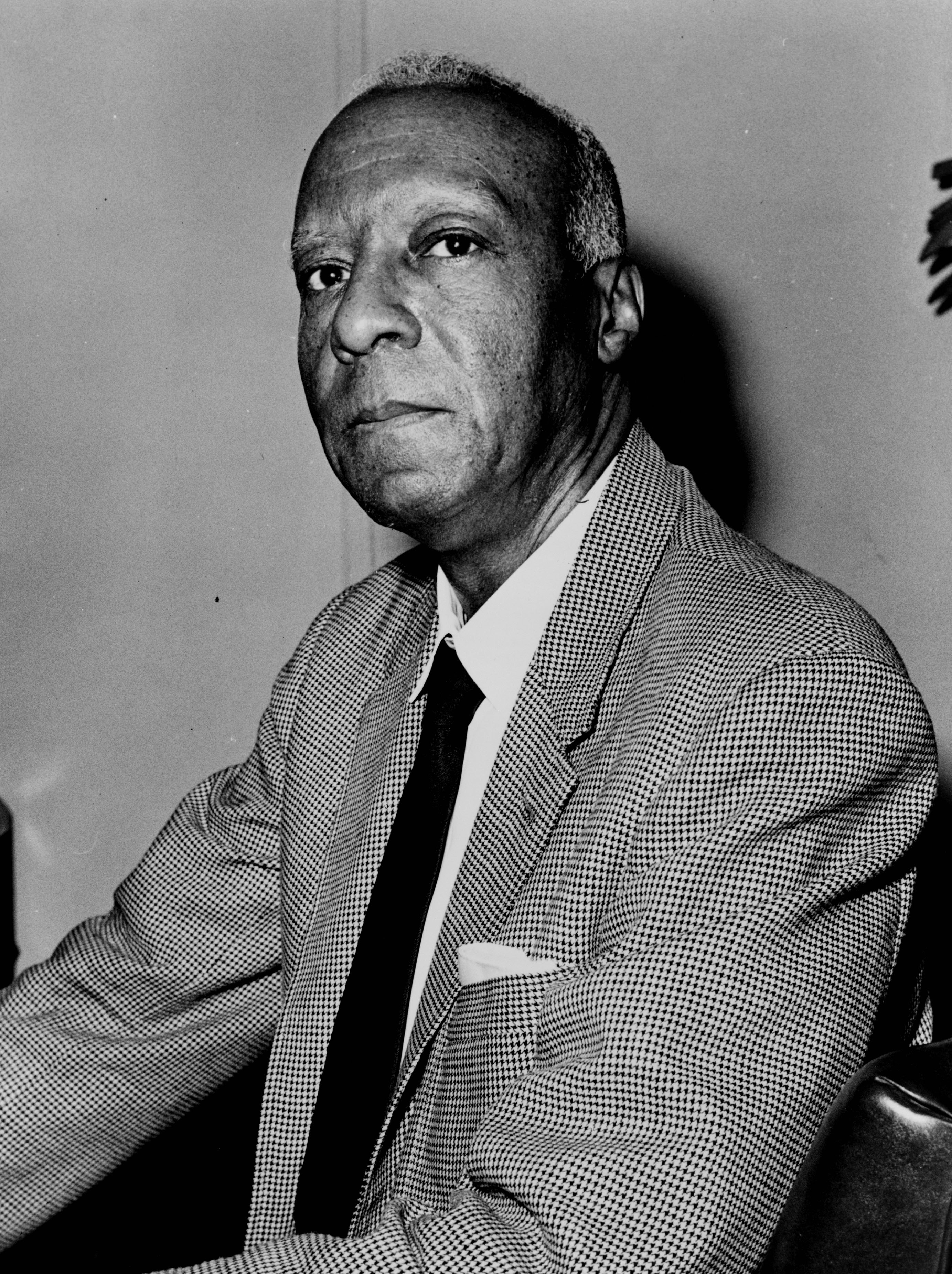
Randolph

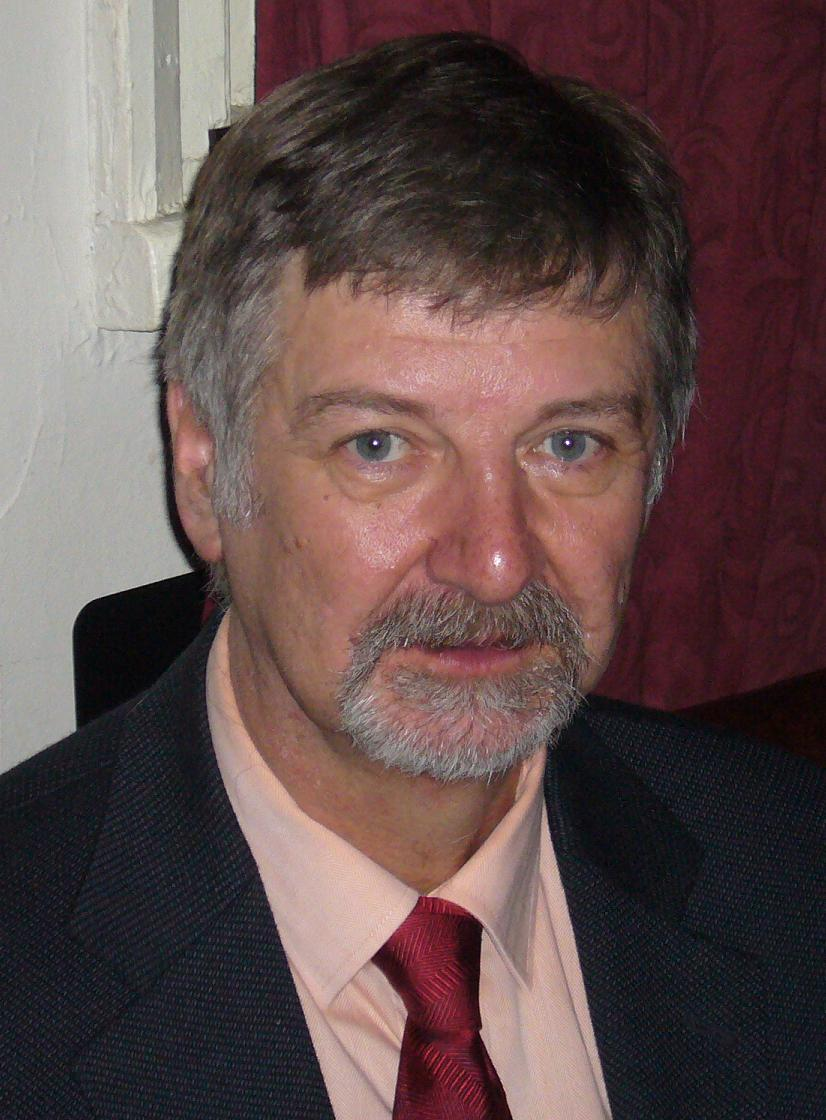
Sanderson

- William Montgomery Brown (1855–1937)[8]
- Richard Carrier (1969–)[9]
- Chapman Co (1868–1954)[10]
- Richard Dawkins  (1941–)[11]
- Margaret Downey (1950–)[12]
- Joseph Edamaruku (1934–2006)[13][14]
- Sanal Edamaruku (1955–)[15]
- Reginald Vaughn Finley (1974–)[16]
- David D. Friedman (1945–)[17]
- Annie Laurie Gaylor (1955–)[18]
- Emma Goldman (1869–1940)[19]
- Gora (1902–1975)[20]
- Saraswathi Gora (1912–2006)[20]
- John William Gott (1866–1922)[21]
- Che Guevara (1928–1967)[22]
- E .Julius (1889–1951)[23]
- E Hartikainen (1942–)[24]
- George Holyoake (1817–1906)[25]
- Ellen Johnson[26]
- Edwin Kagin (1940–)[27]
- Paul Kurtz (1925–)[28]
- Viktor Emanuel Lennstrand (1861–1895)[29]
- Joseph Lewis (1889–1968)[30]
- Michael Newdow (1953–)[31]
- Michael Nugent (1961-)[32]
- Madalyn  O'Hair (1919–1995)[33]
- Robert L. Park (1931-)[34]
- Kit Portos (1948–)[35]
- James Rand (1928–2020)[36]
- J.  Robertson (1856–1933)[37]
- Vinayak Sava (1883–1966)[38]
- Barbara Soker (1923–)[39]
- Polly Tonbe (1946–)[40]
- Nicolas Walter (1934–2000)[41]